# گنج (فیلم محمدعلی سجادی)
گنج فیلمی به کارگردانی  و نویسندگی محمدعلی سجادی محصول سال ۱۳۶۳ است.

## خلاصه داستان
«شازده» برای یافتن میراث و عظمت بر باد رفتهٔ اجدادش به دنبال جوانی است تا او را در سفر مخاطره‌آمیزی که در پیش دارد یاری کند. رسول، پیشکار شازده، کفاش جوانی به نام اسماعیل را به شازده معرفی می‌کند. آن‌ها به راه می‌افتند و از مسیری دشوار به سوی قلعه‌ای می‌روند. هرچه بر دشواری راه افزوده می‌شود بر نزاع‌ها و بگومگوهای آنان نیز اضافه می‌شود. در لحظه‌ای که کاملاً به ادعاهای شازده شک کرده‌اند به محل مورد نظر می‌رسند و دخمه‌ای اسرارآمیز می‌یابند، رسول که گنج را حق خود می‌داند قصد جان شازده را می‌کند. شازده او را از پا درمی‌آورد؛ اما چون دخمه را می‌گشاید با اسکلت‌هایی پوسیده روبرو می‌شوند. شازده از فرط ناامیدی خودکشی می‌کند و اسماعیل بر سر کار و زندگی خود بازمی‌گردد.

## بازیگران
- حبیب اسماعیلی
- پرویز پورحسینی
- علی محزون
- فاطمه نقوی
- مهدی میامی
- منوچهر افسری
- رضا عفتی
- سامی تحصنی
- پریدخت اقبالپور